# 空冢郭镇
空冢郭镇，是中华人民共和国河南省漯河市源汇区下辖的一个乡镇级行政单位。

## 行政区划
空冢郭镇下辖以下地区：
翟庄村、空冢郭村、大庙王村、大曹村、王官村、寺西杨村、前朱村、西朱村、半坡村、关庄村、邵堂村、李岗村、王会朝村、小于村、洼董村、前袁村、后袁村、杨店村、叶岗村、赵岗村、崔岗村、马店村、指挥寨村、陈岗村和潘庄村。